# اوتفیلد (اورگن)
اوتفیلد (به انگلیسی: Oatfield) یک منطقهٔ مسکونی در ایالات متحده آمریکا است که در شهرستان کلاکاماس، اورگن واقع شده‌است. اوتفیلد ۸٫۸ کیلومتر مربع مساحت و ۱۳٬۴۱۵ نفر جمعیت دارد.